# Sint-Martinuskerk (Böheimkirchen)
De Sint-Martinuskerk (Duits: Kirche hl. Martin) is een rooms-katholieke filiaalkerk in het Ortsteil Lanzendorf in de gemeente Böheimkirchen in de Oostenrijkse deelstaat Neder-Oostenrijk.

## Geschiedenis en beschrijving
Het aan de heilige Martinus gewijde romaanse kerkje, dat geheel vrijstaand op een weide langs de spoorlijn Wenen-Salzburg staat, werd voor het eerst in 1248 als filiaalkerk van Böheimkirchen genoemd. De bouw is waarschijnlijk echter nog ouder en zou zelfs haar oorsprong vinden in de Karolingische tijd.
Opvallend aan de kerk is de scheve toren, die in de 15e eeuw aan de kerk werd gebouwd. De nieuwe klok in de toren stamt uit het jaar 1953, nadat de oude klok uit de 16e eeuw met het inschrift o ihs nacarenus rex glorie veni nobis cum pace (Jezus van Nazareth, glorierijke Koning, kom tot ons met vrede) in de Tweede Wereldoorlog ten prooi viel aan de omsmelting ten behoeve van de oorlogsindustrie.
Bij een diefstal in 1965 werden de waardevolle laatgotische beelden van Maria en haar ouders, Anna en Joachim, uit de kerk ontvreemd. Ze keerden niet terug.
In 1968 werd het balkenplafond van de kerk vernieuwd, ook kreeg de kerk een nieuw schaliedak. Tijdens de renovatie van de kerk werden de barokke altaren verwijderd. Het barokke hoogaltaar uit de 2e helft van de 17e eeuw belandde in een schuur, waar kinderen ermee speelden om ten slotte als brandhout in de kachel te verdwijnen. Het huidige hoogaltaar bezit een schilderij van de patroonheilige van de kerk uit 1982, het werd door Johannes Brad geschilderd. Het vroegere altaarschilderij van de Heilige Familie bevindt zich tegenwoordig aan het rechter zijaltaar. Het linker zijaltaar werd aan de heilige Antonius gewijd. De zijaltaren dateren uit de 2e helft van de 17e eeuw, de barokke beelden van Petrus en Paulus uit de eerste helft van de 18e eeuw.
Het schilderij van de Drievuldigheid boven de koorboog werd in 1984 overgeschilderd. Twee engelen die het schilderij droegen, zijn niet meer aanwezig.

## Architectuur
Het kerkschip heeft een ingesnoerd vierkant koor en een lage halfronde apsis. In de zuidelijke muur bevinden zich drie hoogliggende romaanse vensters en een groot laatgotisch maaswerkvenster uit het begin van de 16e eeuw. Naast het zuidelijke portaal bevinden zich twee nissen. De onderste nis ligt dieper in de muur en heeft een verbinding met een offerblok. Mogelijk betrof het vroeger een pestvenster. Boven het portaal werd een ronde steen met zeven ronde gaten ingemetseld. Horizontaal zou de steen een voorwerp geweest zijn om te verlichten. In de met olie gevulde gaten werd een lont gestoken en vervolgens aangestoken. De noordelijke muur kent slechts één barok segmentboogvenster.
Aan de scheve toren van de kerk is een reliëf met een schelp en zwaarden aangebracht, hetgeen doet vermoeden dat langs de kerk de pelgrimsroute naar Santiago de Compostello voerde. De toren begon nog tijdens de bouw op de noordwestelijke kant uit het lood te hangen, waarschijnlijk doordat het fundament door een holte in de grond dan wel een graf zakte. Een daling van het grondwater als gevolg van drainage deed de kerk in 1937 nog verder hellen. De kerk moest daarna van 1938 tot 1945 wegens instortingsgevaar worden gesloten. Tegenwoordig is het bouwwerk stabiel en worden er geen nieuwe verzakkingen gemeten.